# Mistřice
Mistřice (deutsch Mistrzitz, 1939–1945 Mistritz) ist eine Gemeinde in Tschechien. Sie liegt sechs Kilometer nordöstlich von Uherské Hradiště und gehört zum Okres Uherské Hradiště.

## Geographie
Mistřice befindet sich im Nordwesten der Prakšická vrchovina am Rande des gleichnamigen Naturparks. Das Dorf liegt in der Quellmulde des Baches Mistřický potok. Nördlich erhebt sich der Štěrky (233 m), im Osten die Vrchovina (331 m), südöstlich die Rovná hora (350 m) und der Lovisko (349 m), im Süden der Milonín (323 m) sowie im Südwesten die Rovnina (336 m). Gegen Süden befinden sich Weinberge.
Nachbarorte sind Včelary im Norden, Bílovice, Dubovský Mlýn und Nedachlebice im Nordosten, Dobrkovice und Pašovice im Osten, Grefty, Prakšice, Lhotka und Hradčovice im Südosten, Veletiny, Popovice und Javorovec im Süden, Mařatice und Rybárny im Südwesten, Jarošov im Westen sowie Kněžpole im Nordwesten.

## Geschichte
Die erste schriftliche Erwähnung des Dorfes Mysteriz erfolgte im Jahre 1247 als Besitz Hynko de Mysteriz (Hynek z Mistřic). Die nächste Erwähnung von Mistricz aus dem Jahre 1301 weist wiederum einen Hynek von Mistřice als Besitzer aus. Im 14. Jahrhundert wurde das Gut geteilt. Besitzer des Hofes und der Güter in Mistricz sowie des halben Dorfes Javorovec war im Jahre 1376 Ježek Kužel von Žeravice. Dieser Anteil gehörte zwischen 1406 und 1415 Janáč von Bílovice und Mistřice, den anderen Teil von Mystrzicz einschließlich der Feste sowie Javorovec und Včelary besaß zwischen 1406 und 1412 Jaroslav von Sternberg auf Veselí, der ihn an seine Frau Kunigunde von Michalovice verkaufte. Nachdem es dem ungarischen König Matthias Corvinus während des Machtkampfes um die Böhmische Krone am 27. Juli 1469 in Veselí nad Moravou gelungen war, Viktorin von Podiebrad gefangen zu nehmen, zog dessen Bruder Heinrich d. Ä. mit einem Heer nach Mähren. Im Juli 1470 schlug Heinrich d. Ä. am Hrubý bor beim Neráz-Holz zwischen Bílovice und Mistřice die Ungarn und verfolgte sie bis Uherský Brod. 1482 kaufte die Stadt Hradiště diesen Anteil von Mikuláš Václav von Vojslavice und im Jahre 1505 verkaufte Arnošt Kužel von Žeravice seinen Anteil mit dem Hof Mistřice ebenfalls an die Stadt Hradiště. Die Feste verlor ihre Funktion als Herrschaftssitz und erlosch. Im 17. Jahrhundert erlebte das Dorf einen Niedergang. Zwischen 1604 und 1605 fielen die siebenbürgischen Aufständischen unter Stephan Bocskai ein, 1643 die Schweden und in den Jahren 1663 und 1683 die Türken. Nach der Verwüstung durch die Schweden lagen 17 Wirtschaften wüst. Im Jahre 1670 wurde der Ort als Mistržicz bezeichnet. Im Hufenregister von 1673 sind für Mistřice neun Vollhuben und 23 Achtelhuben ausgewiesen. Das Dorf bestand aus 49 Anwesen, von denen drei wüst lagen. Zu dieser Zeit existierten in Mistřice 34 Weinberge. 1678 sind im Urbar von Hradiště im Kataster von Mistřice die Wälder Kuchyňka, Kychov und Boří aufgeführt, aus denen die Stadt das benötigte Holz bezog. Der im Gemeindebesitz befindliche Wald Doubrava wurde gerodet und zu einem Weinberg umgestaltet, wovon die Stadt einen Weinzehnt bezog. 1704 und 1706 wurde Mistřice von den Kuruzen überfallen. Die Gründbücher werden seit 1729 geführt. Das Dorf bestand im Jahre 1843 aus 132 Häusern und hatte 732 Einwohner. Der heutige Ortsname Mistřice wird seit 1846 verwendet. Bis zur Mitte des 19. Jahrhunderts blieb das Dorf immer zur Stadt Hradisch untertänig.
Ab 1850 bildete Mistřice / Mistrzitz eine Gemeinde in der Bezirkshauptmannschaft Hradisch. Die Freiwillige Feuerwehr gründete sich 1899. Im Jahre 1908 wurde im Dorf eine Expositur der Schule Bílovice eingerichtet. Die Eingemeindung von Javorovec erfolgte Ende 1960. Mistřice errang im Jahre 2008 den Titel Weindorf des Jahres.

## Gemeindegliederung
Die Gemeinde Mistřice besteht aus den Ortsteilen Mistřice (Mistritz) und Javorovec (Jaborowetz). Sie setzt sich zusammen aus den Katastralbezirken Mistřice I, Mistřice II und Javorovec.

## Sehenswürdigkeiten

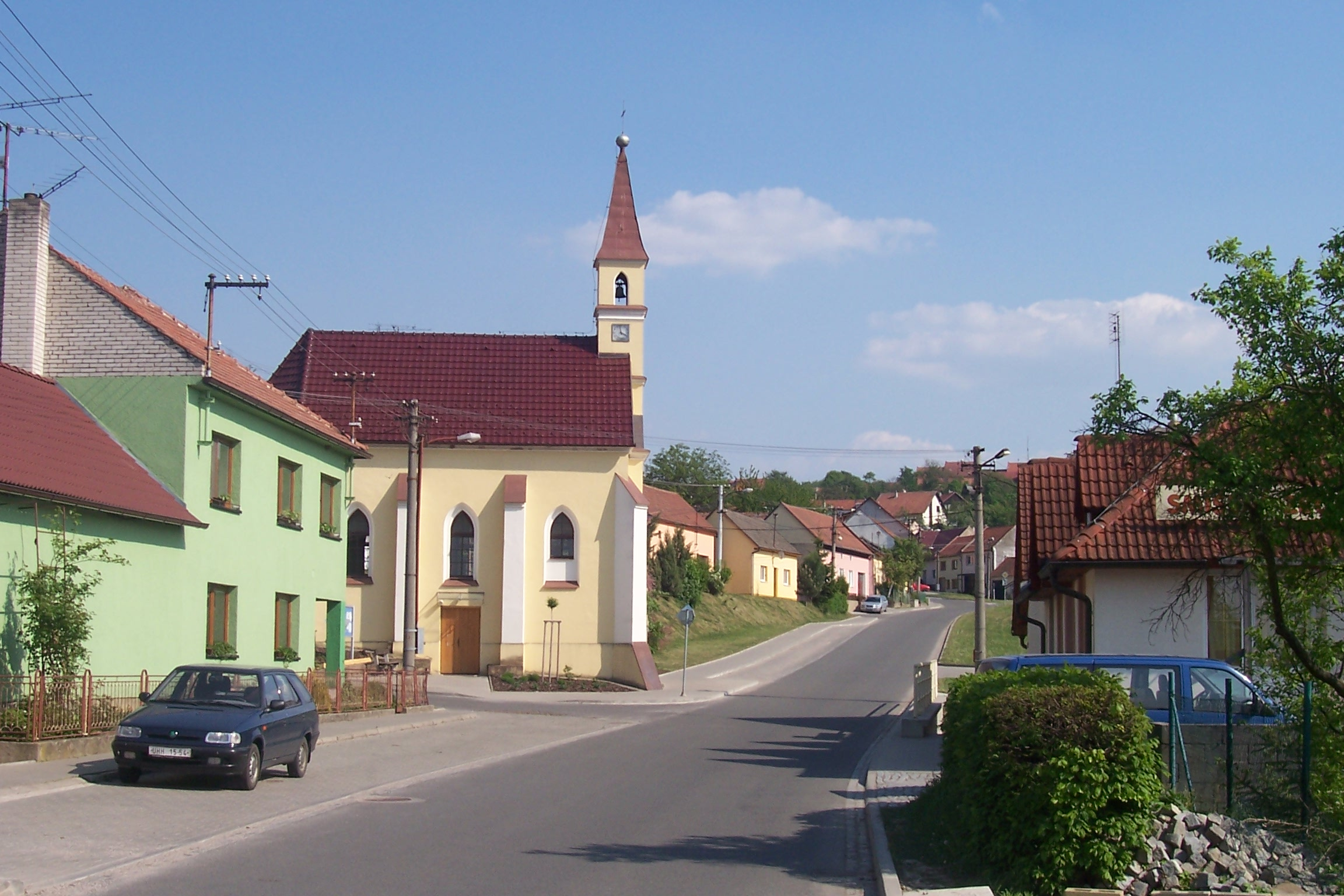
Kapelle der hl. Dreifaltigkeit

- Kapelle der hl. Dreifaltigkeit, erbaut 1874–1883. In der Kapelle befinden sich Statuen der Jungfrau Maria und der hll. Wenzel, Florian, Anna und Therese von Lisieux. Die Gemälde sind ein Werk des Malers Rudolf Kubíček aus Uherské Hradiště.
- Kapelle der Jungfrau Maria in Javorovec, erbaut 1716
- Wallfahrtskapelle des hl. Rochus, südwestlich von Mistřice am früheren Pulvermagazin
- Hügel Rovnina mit Aussichtsturm, südwestlich des Ortes
- Marterl im Steinbruch hinter dem Friedhof
- Burgstall am Platz Val bzw. Hrádek mit Relikten der Feste, im nordöstlichen Teil des Dorfes